# 760 Massinga

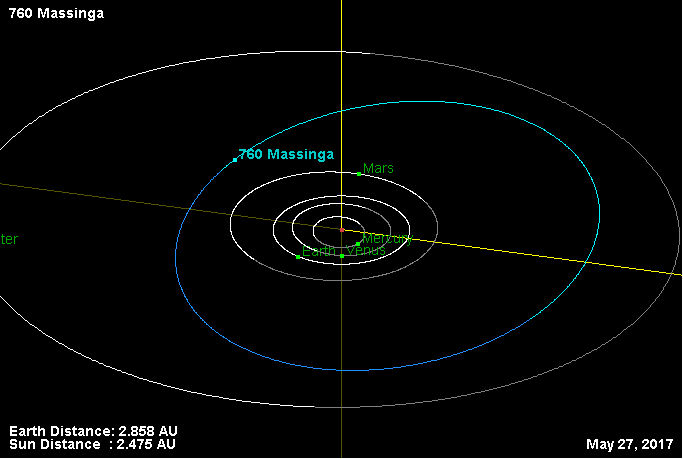
Orbita di 760 Massinga

760 Massinga è un asteroide della fascia principale del diametro medio di circa 71,29 km. Scoperto nel 1913, presenta un'orbita caratterizzata da un semiasse maggiore pari a 3,1604049 UA e da un'eccentricità di 0,2265486, inclinata di 12,49581° rispetto all'eclittica.
L'asteroide è dedicato all'astronomo tedesco Adam Massinger.